# Jacqueline Thomas
Pour les articles homonymes, voir Thomas.
Jacqueline Thomas est une fleurettiste française.

## Carrière
Jacqueline Thomas, quart-de-finaliste du championnat de France de fleuret en 1955, est membre de l'équipe de France féminine de fleuret féminin médaillée d'argent aux Championnats du monde 1955 à Rome.